# 1913 en droit
Cet article présente les faits marquants de l'année 1913 en droit.

## Naissances
- Date non précisée : 
  - Elmer Driedger, juriste canadien († 1985).

## Décès
- 20 juillet : Adhémar Esmein, juriste français, spécialiste du droit constitutionnel et historien du droit. (° 1er février 1848).